# Édith Tavert
Édith Kloechner, coniugata Tavert (Clermont-Ferrand, 24 febbraio 1929 – Lezoux, 10 marzo 2022), è stata una cestista e allenatrice di pallacanestro francese.

## Carriera
Con la Francia ha disputato i Campionati del mondo del 1953 e cinque edizioni dei Campionati europei (1950, 1952, 1954, 1956, 1958).